# Kirron Kher
Kirron Kher (Bangalore, 14 de junio de 1952) es una actriz y presentadora de televisión india que trabaja principalmente en Bollywood.

## Biografía

### Carrera
Kirron Kher fue anfitriona de tres programas de televisión, Purushkshetra, Kiron Kher Today y Jagte Raho with Kiron Kher, antes de empezar a trabajar en películas de Bollywood. Por su actuación en la película Devdas fue nominada para el Premio Filmfare a la mejor actriz en 2002.
Kher permaneció inactiva durante un período de quince años (1981-1996) para criar a su hijo Sikander Kher. En ese tiempo, solo actuó en una película, Pestonjee, en 1988, y trabajó como diseñadora de vestuario para su esposo Anupam Kher.
En el Festival Internacional de Cine de Locarno de 2003 ella recibió el Leopardo de oro por su papel en Khamosh Pani. En octubre de 2004, apareció como actriz invitada, junto con su esposo, en la serie estadounidense ER, donde interpretó a la madre del personaje de Parminder Nagra.
Kher ha tenido papeles secundarios principalmente y ha participado en películas como Main Hoon Na, Hum Tum y Veer-Zaara. Su trabajo en la película de 2006 Rang De Basanti fue un gran éxito y su actuación fue alabada. Sus papeles en Fanaa y Kabhi Alvida Naa Kehna también han sido criticados positivamente.

### Vida personal
Kher estuvo casada en primeras nupcias con el actor y hombre de negocios Gautam Berry, de quien se divorció en 1985. Ambos tuvieron un hijo, Sikander Kher. Kirron se casó por segunda ocasión con el actor Anupam Kher.

## Filmografía
- Mummy Punjabi (2011)
- Action Replayy (2010)
- Right Yaa Wrong (2010)
- Kurbaan (2009)
- Kambakkht Ishq (2009)
- Dostana (2008)
- Saas bahu aur Sensex (2008)
- Singh Is Kinng (2008)
- Mummy-ji (2007)
- Om Shanti Om (2007)
- Apne (2007)
- Just Married (2007)
- I See You (2007)
- Kabhi Alvida Naa Kehna (2006)
- Fanaa (2006)
- Rang De Basanti (2006)
- Mangal Pandey: The Rising (2005)
- Veer-Zaara (2004)
- Hum Tum (2004)
- Main Hoon Na (2004)
- Khamos Pani (2004)
- Devdas (2002)
- Darmiyan (2002)
- Sardari Begum (2002)
- Bariwali (2000)
- Pestonjee (1988)